# St. Gertrud (Schweinkofen)

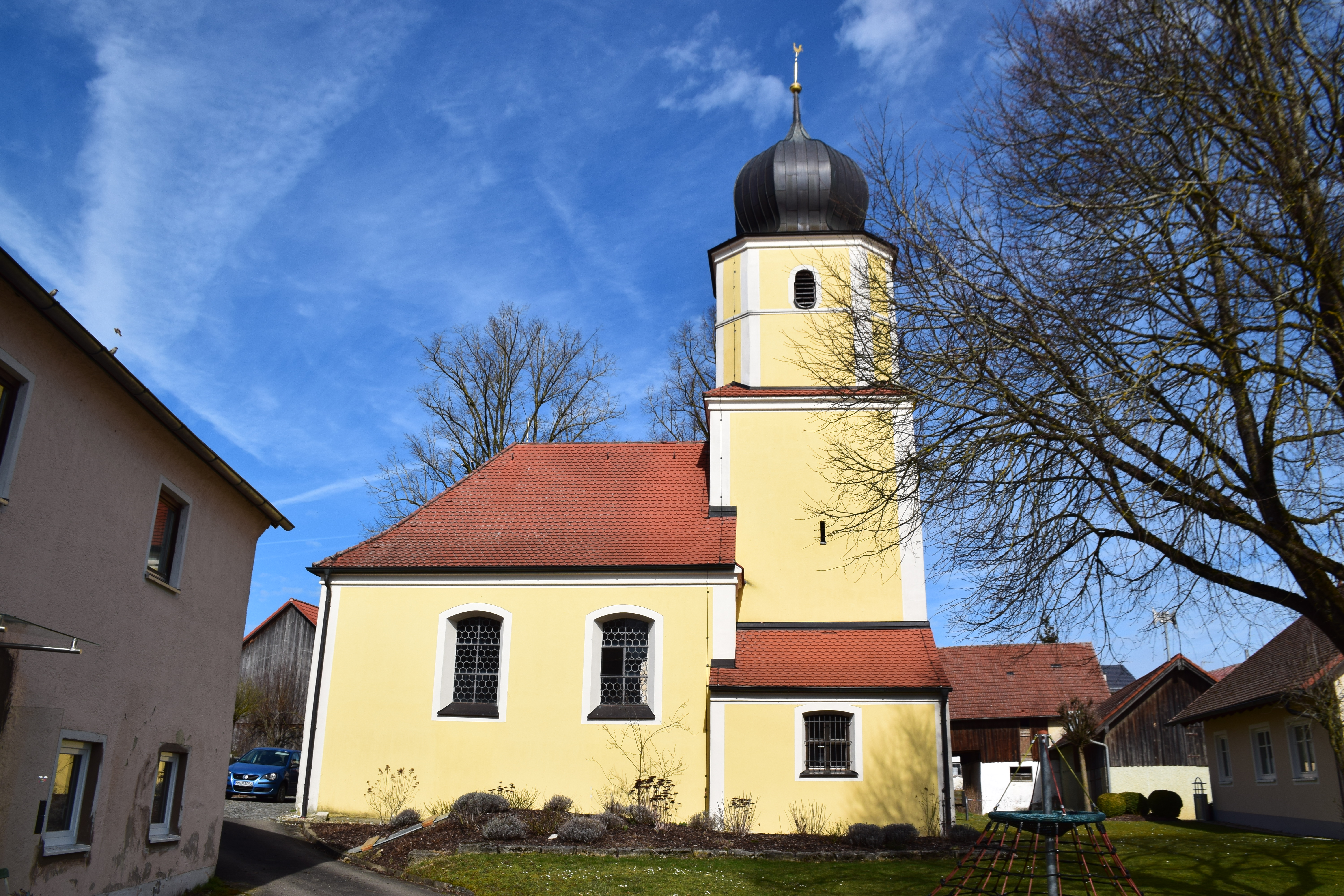
St. Gertrud (Schweinkofen)

Die römisch-katholische, denkmalgeschützte Filialkirche St. Gertrud steht in Schweinkofen, einem Gemeindeteil der Stadt Dietfurt an der Altmühl im Landkreis Neumarkt in der Oberpfalz. Sie ist dem Bistum Eichstätt zugeordnet. Das Bauwerk ist unter der Denkmalnummer D-3-73-121-77 als Baudenkmal in die Bayerische Denkmalliste eingetragen.

## Beschreibung
Die frühgotische Saalkirche wurde im 14. Jahrhundert erbaut. Sie besteht aus einem Langhaus mit zwei Jochen, einem Chorturm im Osten und der Sakristei an dessen Südwand. Beim Umbau wurde der Chorturm um ein achteckiges Geschoss aufgestockt, das den Glockenstuhl mit zwei Kirchenglocken beherbergt, und mit einer Zwiebelhaube bedeckt.
Der Innenraum des Langhauses ist mit einer Flachdecke mit Hohlkehle überspannt, ebenso der des Chors, d. h. der des Erdgeschosses des Chorturms. Zur Kirchenausstattung gehört ein Hochaltar vom Anfang des 18. Jahrhunderts, auf dessen Altarretabel die heilige Gertrud zwischen Säulen dargestellt ist. Über den seitlichen Durchlässen stehen die Statuen der heiligen Barbara und der heiligen Katharina.